# Messier-Bugatti-Dowty
Messier-Bugatti-Dowty es una compañía dedicada al diseño, desarrollo, fabricación y atención al cliente de todo tipo de trenes de aterrizaje de aeronaves. Los proyectos de la compañía están divididos en dos unidades de negocio: Airbus & European Programs y Boeing & North American Programs.

## Localizaciones
- Bidos
- Gloucester
- Montreal
- Toronto
- Seattle
- Suzhou
- Singapur
- Querétaro